# Meher Baba

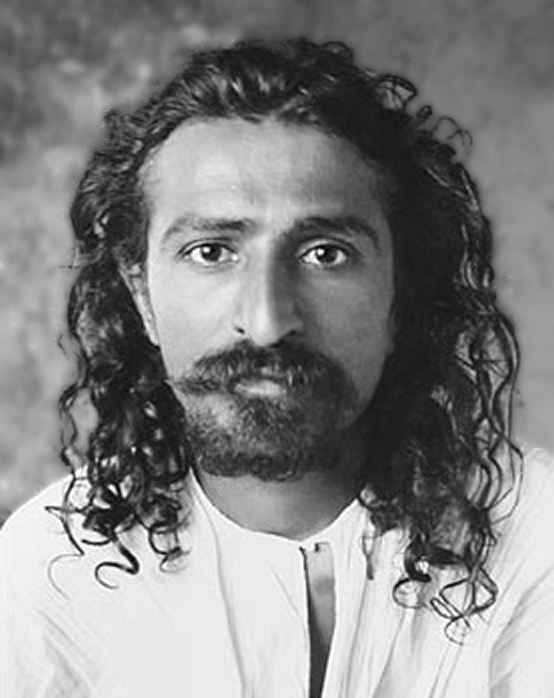
Meher Baba (1925)

Meher Baba (Devanagari: मेहेर बाबा), (25 tháng 2 năm 1894  – 31 tháng 1 năm 1969), tên khai sinh Merwan Sheriar Irani, là một bậc thầy về tâm linh người Ấn Độ tự xưng năm 1954 là một Avatar của thời đại.

## Tiểu sử
Ông trải qua thời thơ ấu một cách bình thường với không một dấu hiệu nào cho thấy sự thích thú về các vấn đề tâm linh. Tuy nhiên, khi lên 19 tuổi, sau một cuộc tiếp xúc ngắn ngủi với người phụ nữ linh thiêng Hazrat Babajan 
theo Hồi giáo, ông đã trải qua một quá trình thay đổi về tâm linh trong 7 năm. Trong nhiều tháng sau đó,
ông đã liên lạc với bốn vị thầy về tâm linh khác mà cùng với Babajan, ông gọi họ là "năm Vị thầy Hoàn Hảo". Ông đã trải qua 7 năm tu luyện với một trong những vị thầy này, Upasni Maharaj, trước khi bắt đầu công việc đại chúng của mình. Cái tên Meher Baba nghĩa là "Cha Nhân từ" được các đồ đệ đầu tiên trìu mến đặt cho ông.
Từ 10 tháng 7 năm 1925 cho đến cuối đời, Meher Baba hoàn toàn giữ im lặng, và liên lạc thông qua một bảng chữ cái hay bằng cách ra dấu. Cùng với những mandali (các đồ đệ thân cận), ông đã trải qua nhiều giai đoạn sống ẩn dật và thường nhịn ăn. Ông xen kẽ những giai đoạn này với những giai đoạn 
du hành khắp nơi, tụ tập quần chúng, làm việc từ thiện, giúp đỡ người bị phong cùi, người nghèo hay những người bị bệnh tâm thần.
Năm 1931, ông đi sang phương Tây lần đầu tiên, thu hút nhiều người theo.. Trong suốt những năm 1940 Meher Baba làm việc với một nhóm đồ đệ gọi là masts, là những người có những kinh nghiệm tâm linh từ trong nội tại. Bắt đầu từ năm 1949, cùng với một số mandali chọn lọc, ông chu du khắp Ấn Độ trong cái ông gọi là "Cuộc sống mới". Vào ngày 10 tháng 2 năm 1954, Meher Baba tuyên bố ông là một Avatar (một hóa thân của Thượng đế).
Sau khi bị chấn thương bởi hai vụ tai nạn ôtô khả năng đi lại của ông đã trở nên rất hạn chế, lần thứ nhất ở Hoa Kỳ vào năm 1952 và lần thứ hai ở Ấn Độ vào năm 1956.  Vào năm 1962, ông đã mời các người theo ông ta ở phương Tây đến Ấn Độ để tham dự một buổi Giảng Đạo gọi là Hội nghị Đông Tây. Buổi giảng đạo đặc biệt quan tâm bởi xu hướng sử dụng các chất kích thích như LSD, vào năm 1966 Meher Baba đã phân tích rằng sử dụng các chất kích thích không mang lại được ích lợi gì. Mặc dù sức khỏe ngày một yếu đi, ông ta tiếp tục "Công việc hỗ trợ thế giới" bao gồm nhịn ăn, tách biệt, và thiền, đến lúc ông mất vào 31, Tháng Một năm 1969. Ngôi mộ ở Merebad ởẤn Độ đã trở thành một điểm được rất nhiều người quốc tế hành hương.

## Giáo lý

### God Speaks
Nguồn: Baba, Meher, Dodd Mead, God Speaks, The Theme of Creation and Its Purpose
Những nhìn nhận của Meher Baba về siêu hình học được mô tả tại God Speaks. Những nhìn nhận của ông tương tự như ở trong đạo Đạo Vedanta, Đạo Sufi, và Đạo thiên chúa.

### Các bài diễn văn
Trong những năm đầu tiên, những bài giảng của Meher Baba được tập trung vào những chủ đề về tâm linh. Giữa những năm 1938 và 1943, do sự đề nghị của công chúa Norina Matchabelli, một trong những người phương Tây đầu tiên theo Meher Baba, Meher Baba đã chỉ trên bảng chữ của mình một tạp chí tên là Meher Baba Journal. Những bài diễn văn này, ghi lại những lời dạy của Baba, về nhiều mặt của đời sống tâm linh, và cung cấp những hướng dẫn đơn giản và thực tế cho những người muốn theo ông. Trong những năm này, ít nhất là một bài diễn văn xuất hiện hàng tháng trên tạp chí. Chakradhar Dharnidhar Deshmukh, một đồ đệ thân tín của Meher Baba, biên tập những bài diễn văn này.
Giữa những năm 1939 và 1954 ở Ấn Độ, một bộ 5 tập tựa đề Các bài diễn văn của Meher Baba đã được in nhiều lần. Vào năm 1967 Meher Baba đã đích thân chỉnh sửa lại phiên bản thứ ba của Các bài giảng (Discourses) sau nằy được biết là phiên bản thứ sáu. The widely available seventh edition of the Discourses first published in 1987 (after Baba's death), contains numerous editorial changes not specifically authorized by Meher Baba.

### Website directory
- Directory of websites associated with Meher Baba

### Biography and teachings
- The Trust Online Library Lưu trữ ngày 22 tháng 2 năm 2008 tại Wayback Machine Books by and about Meher Baba available to download as PDF files
- Lord Meher Complete biography, searchable online
- Discourses by Meher Baba Searchable online
- The Awakener Magazine Archive 67 issues of The Awakener Magazine from 1953–1986. Searchable online
- Life Eternal Anthology of quotes by Meher Baba organized by subject matter
- Glossary of Meher Baba's terminology
- Meher Spiritual University Free Online Courses based on teachings of Meher Baba

### Media online
- Meher Baba Highlights of His Life, Work and Message
- God in Human Form, film
- Written message spoken by Charles Purdom
- MP3 files of Meher Baba's Disciples going back to 1969